# Teorema del virial
En mecánica clásica, el teorema del virial es una ecuación general que relaciona la energía cinética total promedio {\displaystyle \left\langle T\right\rangle } de un sistema con su energía potencial promedio {\displaystyle \left\langle V\right\rangle }, donde los paréntesis angulares representan el promedio temporal de la magnitud contenida entre ellos. Matemáticamente, el teorema del virial establece que:

{\displaystyle \left\langle T\right\rangle =-{\frac {1}{2}}\sum _{k=1}^{N}\left\langle \mathbf {F} _{k}\cdot \mathbf {r} _{k}\right\rangle }

Donde  Fk representa la fuerza sobre la partícula k-ésima, que está ubicada en la posición rk.

## Aplicaciones
El teorema del virial permite calcular la energía cinética total promedio aun para sistemas muy complejos en los que es muy difícil obtener una solución exacta, tales como los relacionados en mecánica estadística; esta energía cinética total promedio se relaciona con la temperatura del sistema a través del teorema de equipartición. Un ejemplo de sus muchas aplicaciones es el uso del teorema del virial para calcular el límite de Chandrasekhar para la estabilidad de las estrellas enanas blancas. La palabra «virial» tiene su origen en  vis, la palabra en Latín para «fuerza» o «energía», y Clausius en 1870 le dio su acepción técnica.
Si la fuerza entre dos partículas cualesquiera del sistema es producida por una  energía potencial V(r)=αr n que es proporcional a alguna potencia n de la distancia entre las partículas r, el teorema del virial adopta la forma:

{\displaystyle 2\langle T\rangle =n\langle V\rangle }

En Termodinámica, el teorema del virial nos permite escribir un modelo que se aproxime a un gas real, que se encuentre en la Naturaleza. Para ello, se usa un desarrollo en potencias de 1/v, y se obtiene (en magnitudes molares):

{\displaystyle {\frac {pV}{RT}}=1+{\frac {B(T)}{V}}+{\frac {C(T)}{V^{2}}}+...}

Donde B(T), C(T), ..., son el segundo coeficiente del virial, tercer coeficiente del virial respectivamente.
A este desarrollo también se le conoce con el nombre de desarrollo de Kammerlingh Onnes.
Como ejemplo, el gas de  van der Waals  puede escribirse usando el desarrollo de Kammerlingh Onnes como (de nuevo, en magnitudes molares):

{\displaystyle {\frac {Pv}{RT}}=1+{\frac {b-{\frac {a}{RT}}}{v}}+\left({\frac {b}{v}}\right)^{2}+\left({\frac {b}{v}}\right)^{3}+...}

Por lo tanto, dos veces la energía cinética total {\displaystyle \left\langle T\right\rangle } es igual a n veces la energía potencial total promedio {\displaystyle \left\langle V_{TOT}\right\rangle }.  Donde V(r) representa la energía potencial entre dos partículas, VTOT representa la energía potencial total del sistema, o sea la suma de la energía potencial V(r) sobre todos los pares de partículas en el sistema. Un ejemplo común de este sistema es una estrella que se existe gracias a su propia fuerza de gravedad, donde n es -1.
Aunque el teorema del virial depende de promediar la energía cinética total y la energía potencial total, esta presentación deja para un paso próximo el promediar.

## Definiciones del virial y su derivada temporal
Para un grupo de {\displaystyle N} partículas puntuales, el momento de inercia escalar I con respecto al origen queda definido por la ecuación
{\displaystyle I=\sum _{k=1}^{N}m_{k}\mathbf {r} _{k}^{2}=\sum _{k=1}^{N}m_{k}r_{k}^{2}}
donde mk y rk representan la masa y la posición de la partícula késima.  El  virial escalar G  queda definido por la ecuación
{\displaystyle G=\sum _{k=1}^{N}\mathbf {p} _{k}\cdot \mathbf {r} _{k}}
donde pk es el vector momento de la partícula késima.  Suponiendo que las masas son constantes, el virial G  es la derivada temporal de este momento de inercia
{\displaystyle G={\frac {1}{2}}{\frac {dI}{dt}}=\sum _{k=1}^{N}m_{k}{\frac {d\mathbf {r} _{k}}{dt}}\cdot \mathbf {r} _{k}=\sum _{k=1}^{N}\mathbf {p} _{k}\cdot \mathbf {r} _{k}}
A su vez, la derivada temporal del virial G es
{\displaystyle {\frac {dG}{dt}}=\sum _{k=1}^{N}\mathbf {p} _{k}\cdot {\frac {d\mathbf {r} _{k}}{dt}}+\sum _{k=1}^{N}{\frac {d\mathbf {p} _{k}}{dt}}\cdot \mathbf {r} _{k}=\sum _{k=1}^{N}m_{k}{\frac {d\mathbf {r} _{k}}{dt}}\cdot {\frac {d\mathbf {r} _{k}}{dt}}+\sum _{k=1}^{N}\mathbf {F} _{k}\cdot \mathbf {r} _{k}}
o, en forma más simple, 
{\displaystyle {\frac {dG}{dt}}=2T+\sum _{k=1}^{N}\mathbf {F} _{k}\cdot \mathbf {r} _{k}.}
Aquí {\displaystyle m_{k}} es la masa de la partícula {\displaystyle k^{esima}} , {\displaystyle \mathbf {F} _{k}={\frac {d\mathbf {p} _{k}}{dt}}} es la fuerza neta sobre la partícula  y {\displaystyle T} es la energía cinética total del sistema
{\displaystyle T={\frac {1}{2}}\sum _{k=1}^{N}m_{k}v_{k}^{2}={\frac {1}{2}}\sum _{k=1}^{N}m_{k}{\frac {d\mathbf {r} _{k}}{dt}}\cdot {\frac {d\mathbf {r} _{k}}{dt}}.}

## Conexión con la energía potencial entre partículas
La fuerza total {\displaystyle \mathbf {F} _{k}} sobre la partícula {\displaystyle k} es la suma de todas las fuerzas que ejercen todas las otras partículas {\displaystyle j} en el sistema 
{\displaystyle \mathbf {F} _{k}=\sum _{j=1}^{N}\mathbf {F} _{jk}}
donde {\displaystyle \mathbf {F} _{jk}} es la fuerza aplicada por la partícula {\displaystyle j} sobre la partícula {\displaystyle k}.  Por lo tanto, el término de fuerza de la derivada temporal del virial resulta ser 
{\displaystyle \sum _{k=1}^{N}\mathbf {F} _{k}\cdot \mathbf {r} _{k}=\sum _{k=1}^{N}\sum _{j=1}^{N}\mathbf {F} _{jk}\cdot \mathbf {r} _{k}.}
Dado que ninguna partícula actúa sobre sí misma (o sea, {\displaystyle \mathbf {F} _{jk}=0} siempre que {\displaystyle j=k}), se tiene
{\displaystyle \sum _{k=1}^{N}\mathbf {F} _{k}\cdot \mathbf {r} _{k}=\sum _{k=1}^{N}\sum _{j<k}\mathbf {F} _{jk}\cdot \mathbf {r} _{k}+\sum _{k=1}^{N}\sum _{j>k}\mathbf {F} _{jk}\cdot \mathbf {r} _{k}=\sum _{k=1}^{N}\sum _{j<k}\mathbf {F} _{jk}\cdot \left(\mathbf {r} _{k}-\mathbf {r} _{j}\right).}
donde se ha supuesto que vale la tercera ley del movimiento de Newton, o sea, {\displaystyle \mathbf {F} _{jk}=-\mathbf {F} _{kj}} (una reacción igual y opuesta).
A menudo sucede que las fuerzas son producto de una energía potencial {\displaystyle V} que es solo función de la distancia {\displaystyle r_{jk}} entre las partículas {\displaystyle j} y {\displaystyle k}.  Dado que la fuerza es el gradiente de la energía potencial, entonces resulta que
{\displaystyle \mathbf {F} _{jk}=-\nabla _{\mathbf {r} _{k}}V=-{\frac {dV}{dr}}\left({\frac {\mathbf {r} _{k}-\mathbf {r} _{j}}{r_{jk}}}\right),}
lo cual es igual y opuesto a {\displaystyle \mathbf {F} _{kj}=-\nabla _{\mathbf {r} _{j}}V}, la fuerza aplicada por la partícula {\displaystyle k} sobre la partícula {\displaystyle j}, lo que se puede confirmar mediante un cálculo explícito.  Por lo tanto, el término fuerza de la derivada temporal del virial es
{\displaystyle \sum _{k=1}^{N}\mathbf {F} _{k}\cdot \mathbf {r} _{k}=\sum _{k=1}^{N}\sum _{j<k}\mathbf {F} _{jk}\cdot \left(\mathbf {r} _{k}-\mathbf {r} _{j}\right)=-\sum _{k=1}^{N}\sum _{j<k}{\frac {dV}{dr}}{\frac {\left(\mathbf {r} _{k}-\mathbf {r} _{j}\right)^{2}}{r_{jk}}}=-\sum _{k=1}^{N}\sum _{j<k}{\frac {dV}{dr}}r_{jk}.}
Por lo tanto, se tiene  
{\displaystyle {\frac {dG}{dt}}=2T+\sum _{k=1}^{N}\mathbf {F} _{k}\cdot \mathbf {r} _{k}=2T-\sum _{k=1}^{N}\sum _{j<k}{\frac {dV}{dr}}r_{jk}}

## Caso especial de fuerzas dependientes de potencias
Un caso especial común es aquel en el cual la energía potencial {\displaystyle V} entre dos partículas es proporcional a una potencia n de la distancia que las separa r
{\displaystyle V(r_{jk})=\alpha r_{jk}^{n},}
donde el coeficiente α y el exponente n son constantes.  En estos casos, el término de fuerza de la derivada temporal del virial se expresa por la ecuación 
{\displaystyle -\sum _{k=1}^{N}\mathbf {F} _{k}\cdot \mathbf {r} _{k}=\sum _{k=1}^{N}\sum _{j<k}{\frac {dV}{dr}}r_{jk}=\sum _{k=1}^{N}\sum _{j<k}nV(r_{jk})=nV_{TOT}}
donde {\displaystyle V_{TOT}} es la energía potencial total del sistema  
{\displaystyle V_{TOT}=\sum _{k=1}^{N}\sum _{j<k}V(r_{jk}).}
Por lo tanto, se tiene 
{\displaystyle {\frac {dG}{dt}}=2T+\sum _{k=1}^{N}\mathbf {F} _{k}\cdot \mathbf {r} _{k}=2T-nV_{TOT}}
Para sistemas gravitatorios y para sistemas electrostáticos, el exponente n es -1, resultando la identidad de Lagrange
{\displaystyle {\frac {dG}{dt}}={\frac {1}{2}}{\frac {d^{2}I}{dt^{2}}}=2T+V_{TOT}}
lo cual fue descubierto por Lagrange y posteriormente extendido por Jacobi.

## Promedio temporal y el teorema del virial
El promedio de esta derivada en un lapso de tiempo {\displaystyle \tau } se define como
{\displaystyle \left\langle {\frac {dG}{dt}}\right\rangle _{\tau }={\frac {1}{\tau }}\int _{0}^{\tau }{\frac {dG}{dt}}\,dt={\frac {1}{\tau }}\int _{0}^{\tau }dG={\frac {G(\tau )-G(0)}{\tau }},}
de donde se obtiene la siguiente ecuación exacta
{\displaystyle \left\langle {\frac {dG}{dt}}\right\rangle _{\tau }=2\left\langle T\right\rangle _{\tau }+\sum _{k=1}^{N}\left\langle \mathbf {F} _{k}\cdot \mathbf {r} _{k}\right\rangle _{\tau }.}
El teorema del virial afirma que, si {\displaystyle \left\langle {\frac {dG}{dt}}\right\rangle _{\tau }=0}, entonces
{\displaystyle 2\left\langle T\right\rangle _{\tau }=-\sum _{k=1}^{N}\left\langle \mathbf {F} _{k}\cdot \mathbf {r} _{k}\right\rangle _{\tau }.}
Existen numerosas razones por las cuales el promedio de la derivada temporal se puede anular, o sea {\displaystyle \left\langle {\frac {dG}{dt}}\right\rangle _{\tau }=0}.  Una razón que se menciona se aplica a sistemas constreñidos, o sea sistemas que se encuentran limitados a permanecer juntos por siempre.  En este caso, el virial {\displaystyle G^{\mathrm {bound} }} por lo general queda acotado entre dos extremos, {\displaystyle G_{\min }} y {\displaystyle G_{\max }}, y el promedio tiende a cero en el límite de tiempos muy largos {\displaystyle \tau }
{\displaystyle \lim _{\tau \rightarrow \infty }\left|\left\langle {\frac {dG^{\mathrm {bound} }}{dt}}\right\rangle _{\tau }\right|=\lim _{\tau \rightarrow \infty }\left|{\frac {G(\tau )-G(0)}{\tau }}\right|\leq \lim _{\tau \rightarrow \infty }{\frac {G_{\max }-G_{\min }}{\tau }}=0.}
Aun si el promedio de la derivada temporal {\displaystyle \left\langle {\frac {dG}{dt}}\right\rangle _{\tau }\approx 0} es aproximadamente cero, el teorema del virial vale con el mismo grado de aproximación.
Para fuerzas que obedecen a una ley de potencia con un exponente n, la ecuación general establece que 
{\displaystyle \langle T\rangle _{\tau }=-{\frac {1}{2}}\sum _{k=1}^{N}\langle \mathbf {F} _{k}\cdot \mathbf {r} _{k}\rangle _{\tau }={\frac {n}{2}}\langle V_{TOT}\rangle _{\tau }.}
Para el caso de  atracción gravitatoria, n es igual a -1 y la energía cinética promedio es igual a un medio de la energía potencial promedio negativa
{\displaystyle \langle T\rangle _{\tau }=-{\frac {1}{2}}\langle V_{TOT}\rangle _{\tau }.}
Este resultado es útil para sistemas gravitatorios complejos tales como sistemas solares o galaxias.
No es preciso que el promedio sea en el tiempo; se puede realizar un promedio de colectivo, con resultados equivalentes.  
Si bien ha sido desarrollado para la mecánica clásica, el teorema del virial es también válido en el ámbito de la mecánica cuántica.

## Extensiones del teorema del virial
En 1900, Lord Rayleigh publicó una generalización del teorema del virial. Henri Poincaré utilizó una forma del teorema del virial en 1911 para el problema de determinar la estabilidad cosmológica.  En 1945 Ledoux desarrolló una forma variacional del teorema del virial.  Parker Chandrasekhar y Fermi a su vez desarrollaron formas tensoriales del teorema del virial, 

## Inclusión de campos electromagnéticos
Es posible extender el teorema del virial para incluir campos eléctricos y magnéticos. El resultado es
{\displaystyle {\frac {1}{2}}{\frac {d^{2}}{dt^{2}}}I+\int _{V}x_{k}{\frac {\partial G_{k}}{\partial t}}d^{3}r=2(T+U)+W^{E}+W^{M}-\int x_{k}(p_{ik}+T_{ik})dS_{i},}
donde I es el momento de inercia, G es la densidad de momento del campo electromagnético, T es la energía cinética del "fluido", U es la energía «térmica» aleatoria de las partículas, WE y WM son la energía eléctrica y magnética contenidas en el volumen bajo consideración. Finalmente, pik es el tensor de presión del fluido expresdo en el sistema de coordenadas móvil local
{\displaystyle p_{ik}=\Sigma n^{\sigma }m^{\sigma }\langle v_{i}v_{k}\rangle ^{\sigma }-V_{i}V_{k}\Sigma m^{\sigma }n^{\sigma }},
y Tik es el tensor electromagnético de tensiones,
{\displaystyle T_{ik}=\left({\frac {\varepsilon _{0}E^{2}}{2}}+{\frac {B^{2}}{2\mu _{0}}}\right)-\left(\varepsilon _{0}E_{i}E_{k}+{\frac {B_{i}B_{k}}{\mu _{0}}}\right).}

## Demostración
Empleando el formalismo lagrangiano definimos la siguiente magnitud:

{\displaystyle S=\sum _{i}\mathbf {p} _{i}\cdot \mathbf {r} _{i}}

Siendo {\displaystyle \mathbf {r} _{i}} las coordenadas generalizadas y

{\displaystyle \mathbf {p} _{i}={\frac {\partial L}{\partial {\dot {\mathbf {r} }}_{i}}}}

 los momentos generalizados.
A continuación calculamos

{\displaystyle \langle {\dot {S}}\rangle =\lim _{t\to \infty }{\frac {1}{t}}\sum _{i}\int _{0}^{t}{\frac {d}{dt'}}(\mathbf {p} _{i}\cdot \mathbf {r} _{i})\cdot dt'=\lim _{t\to \infty }{\frac {1}{t}}\sum _{i}\mathbf {p} _{i}\cdot \mathbf {r} _{i}}

Suponiendo que en el sistema dado, las coordenadas y momentos generalizados están acotados, concluimos que:

{\displaystyle \langle {\dot {S}}\rangle =\sum _{i}\langle {\dot {\mathbf {p} }}_{i}\cdot \mathbf {r} _{i}\rangle +\sum _{i}\langle {\mathbf {p} }_{i}\cdot {\dot {\mathbf {r} }}_{i}\rangle =0}

Además, puesto que:

{\displaystyle \sum _{i}\mathbf {p} _{i}\cdot {\dot {\mathbf {r} }}_{i}=2T\quad ;\quad {\dot {\mathbf {p} }}_{i}=\mathbf {F} _{i}}

Obtenemos finalmente: